# Tolice dětelová

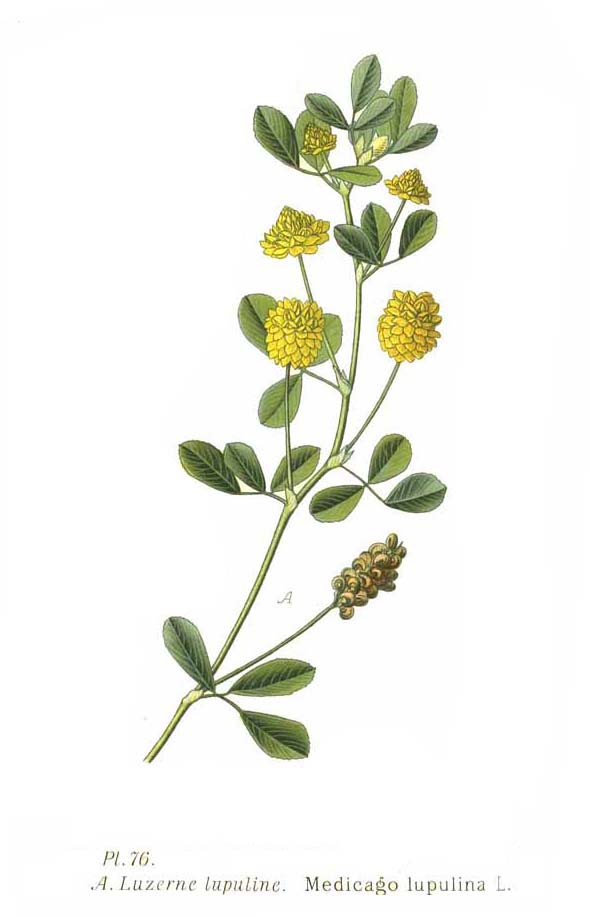
Zobrazení tolice dětelové

Tolice dětelová (Medicago lupulina) je nižší, hustě větvená, drobnými žlutými květenstvími kvetoucí jetelovina, jeden z více než deseti druhů rodu tolice vyrůstajích v české přírodě. Svým vzrůstem patří mezi nimi k nejmenším.

## Rozšíření
Původní areál je rozsáhlý, zaujímá převážnou část mírného pásu Eurasie. Sahá od Britských ostrovů, Francie a Španělska na západě až po Koreu a Tchaj-wan ve východní Asii, na jihu po severní Afriku a dále přes Jihozápadní Asii, Kavkaz, Arabský poloostrov po střední Čínu a severní Indii a Pákistán. Druhotně byla jako výživná pícnina, nenáročná na přírodní podmínky, rozšířena i do oblastí s mírným klimatem v Jižní Africe, Severní a Jižní Americe, Austrálii i na Novém Zélandu.
V České republice je tento autochtonní druh hojný na celém území. Roste planě od nížin do podhůří a současně bývá na polích pěstován ve směsích s travinami jako krmivo.

## Ekologie
Roste na suchých, teplých místech s dostatkem slunečního svitu ve většině travních porostů, na sečených loukách, pastvinách, úhorech, v zahradách, po okrajích cest, polí, v lesních lemech, na rumištích, rozličných náspech a jinde. Hluboko sahajícím kořenům vděčí za odolnost proti suchu, při dlouhodobém však zpomaluje růst. Je rostlinou krátkověkou, planě rostoucí rostliny se na stanovištích úspěšně obnovují ze semen a působí dojmem vytrvalých rostlin.

## Popis

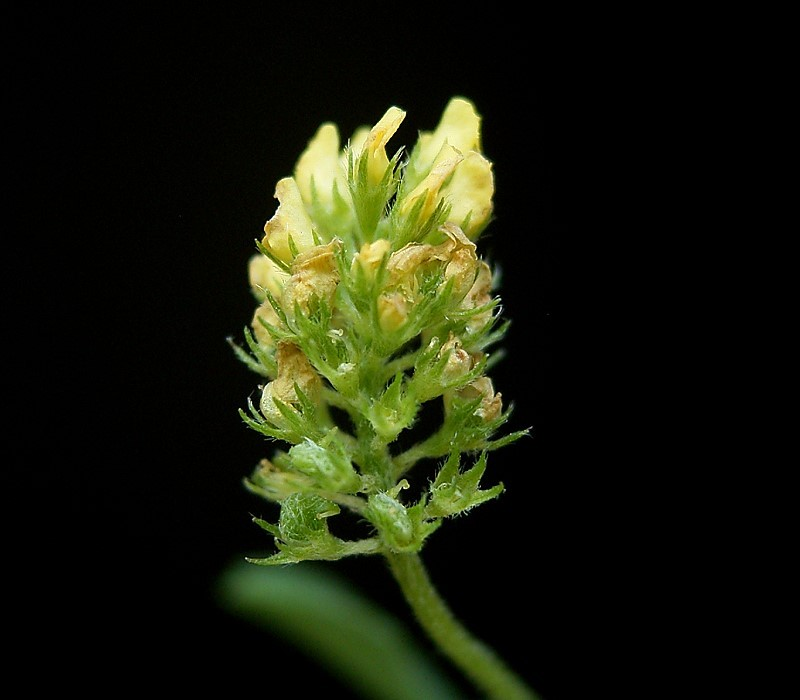
Postupně kvetoucí květenství

Tolice dětelová je dvouletá až krátce vytrvalá bylina s poléhavou nebo vystoupavou, od báze silně větvenou lodyhou dlouhou 10 až 60 cm. Lodyha je tupě hranatá a pokrytá jednoduchými i žláznatými chlupy a vyrůstá z tlustého, kuželovitého, až 60 cm hluboko sahajícího kořene s rozvětvenou hlavou. Listy lodyhy jsou trojčetné a mají řapíky, které jsou u spodních listů dlouhé až 8 cm a směrem ke konci lodyhy se silně zkracují. Obvejčité lístky bývají velké 6 až 18 × 3 až 12 mm, oba krajní jsou téměř přisedlé a střední má asi 2 mm dlouhý řapíček. Lístky bývají u báze po obvodě hladké a na konci jemně zubaté, na vrcholu v malé prohlubni vyrůstá drobná špička, oboustranně jsou tmavě zelené a porostlé přitisklými chloupky. Kopinaté palisty jsou vejčité, průměrně asi 1 cm dlouhé a na vrcholu zašpičatělé.
Květenství je zkrácený hrozen, někdy bývá považované za hlávku. Je velké asi 0,5 cm a vytvořené 10 až 40 žlutými květy. Chlupatá, až 5 cm dlouhá stopka květenství vyrůstá z úžlabí listu. Květy na krátkých stopkách mají zelený, zvonkovitý, asi 2 mm velký kalich s pěti kopinatými zuby. Jasně žlutá koruna, asi 3 mm dlouhá, má lístky vespod srostlé, pavézu obvejčitou, křídla kratší než pavézu a člunek kratší než křídla. V květu je deset dvoubratrých tyčinek (9 + 1). Pestík je vytvořen z jednoho plodolistu, vejčitý semeník s tenkou čnělkou je přisedlý. Květenství vyrůstají a kvetou postupně od května do října. Květy opyluje hmyz slétající se za pylem a nektarem. Ploidie druhu je 2n = 16.
Opylením vzniklé plodenství obsahuje tmavě hnědé plody, což jsou vytrvalým kalichem obalené, asi 2,5 mm dlouhé lusky ledvinovitého až srpkovitého tvaru. Ze strany smáčknutý, těžce pukavý lusk je lysý nebo chlupatý a obsahuje obvykle jedno zelenožluté, vejčité, hladké semeno asi 2 mm dlouhé a 1 mm široké. Hmotnost tisíce semen činí 2 gramy. Rostliny se rozmnožují výhradně semeny.

## Význam
V pícninářství je považována za kulturní doplňkový druh, její využití na orné půdě je v současnosti omezeno. Jako krmivo se vysévá na teplých a slunečných místech obvykle ve směsích s jílky, hlavně jílkem vytrvalým a mnohokvětým. Rostlina je bohatá na bílkoviny, má vysokou stravitelnou a lze ji úspěšně využívat při dvou až třech sečích, je vhodná též pro krmení nepřežvýkavců a drůbeže. Její význam byl v minulosti mnohem větší, v současnosti klesá.
Kořeny tolice dětelová navazují symbiotický vztah s hlízkovými bakteriemi. Ty jsou schopné jímat vzdušný dusík a následně ho poskytují rostlině k využití a obohacují jím půdu. Rostlina je také považována za medonosnou, dává včelám a čmelákům hodně pylu a nektaru.

## Galerie

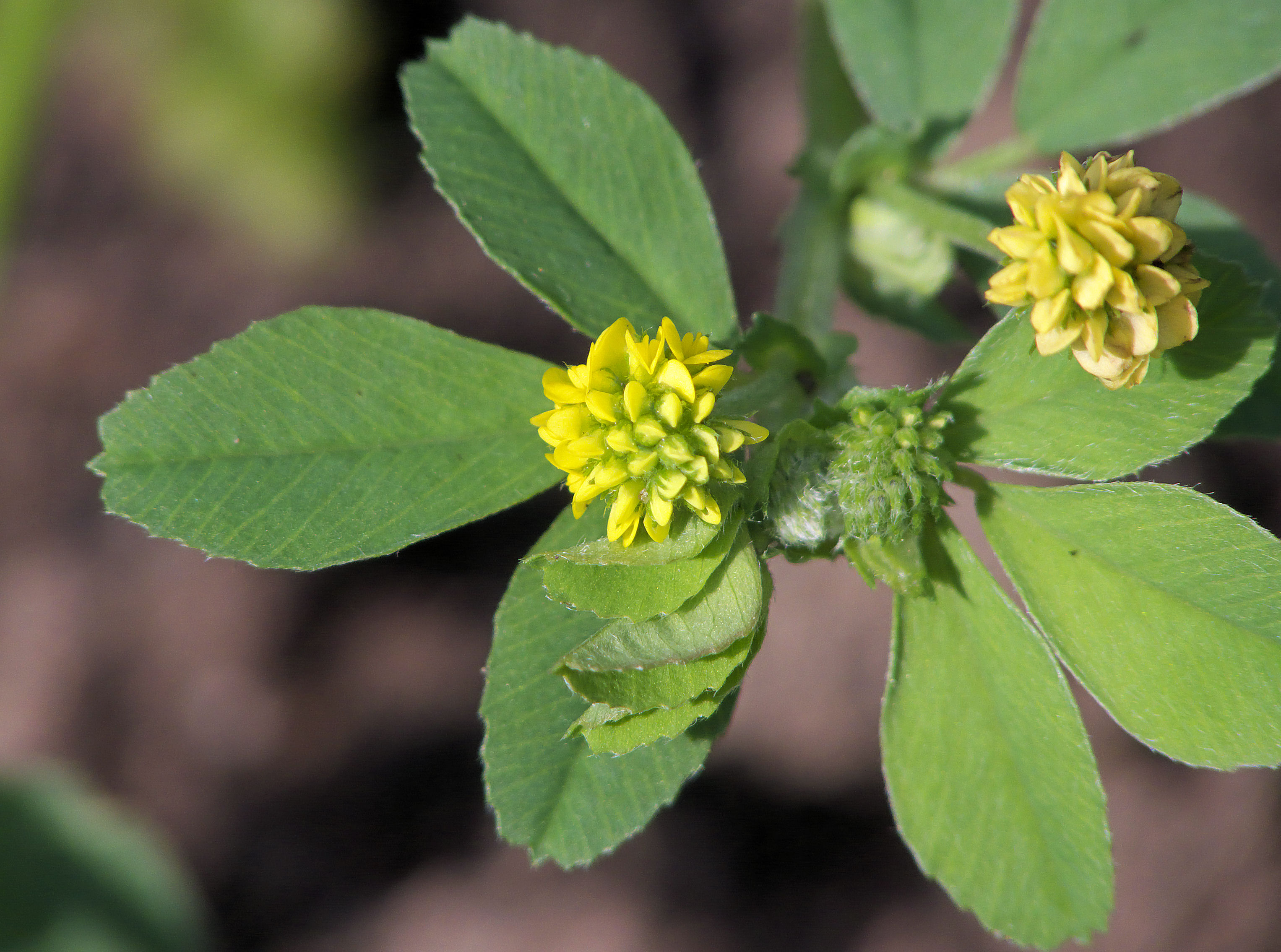
Květenství a tříčetné listy
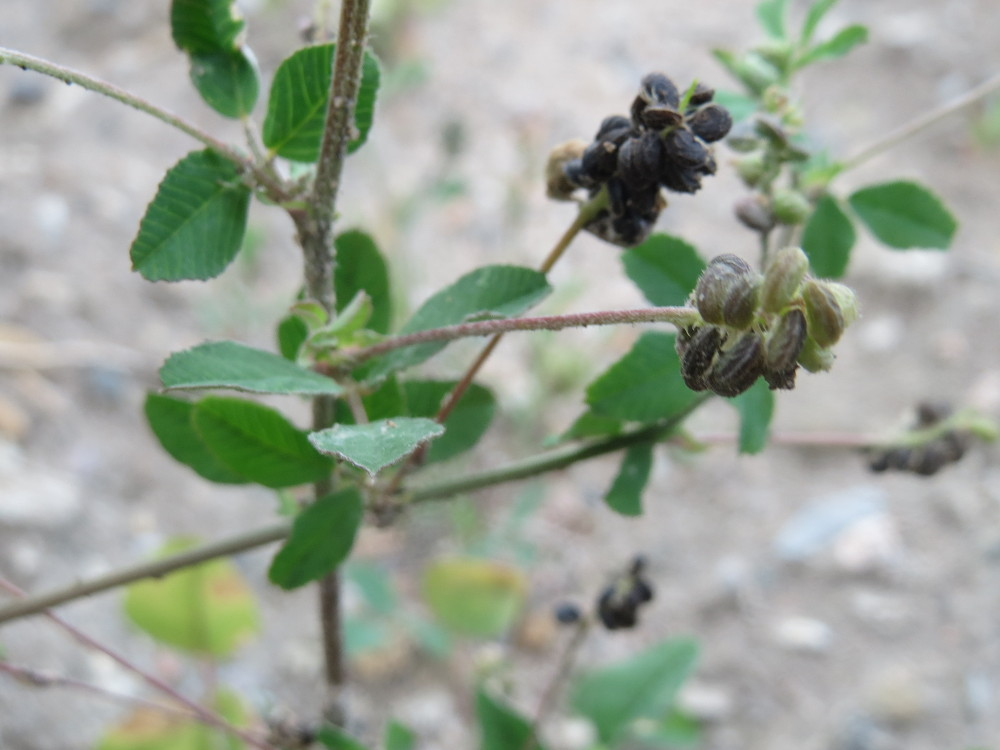
Zralá plodenství
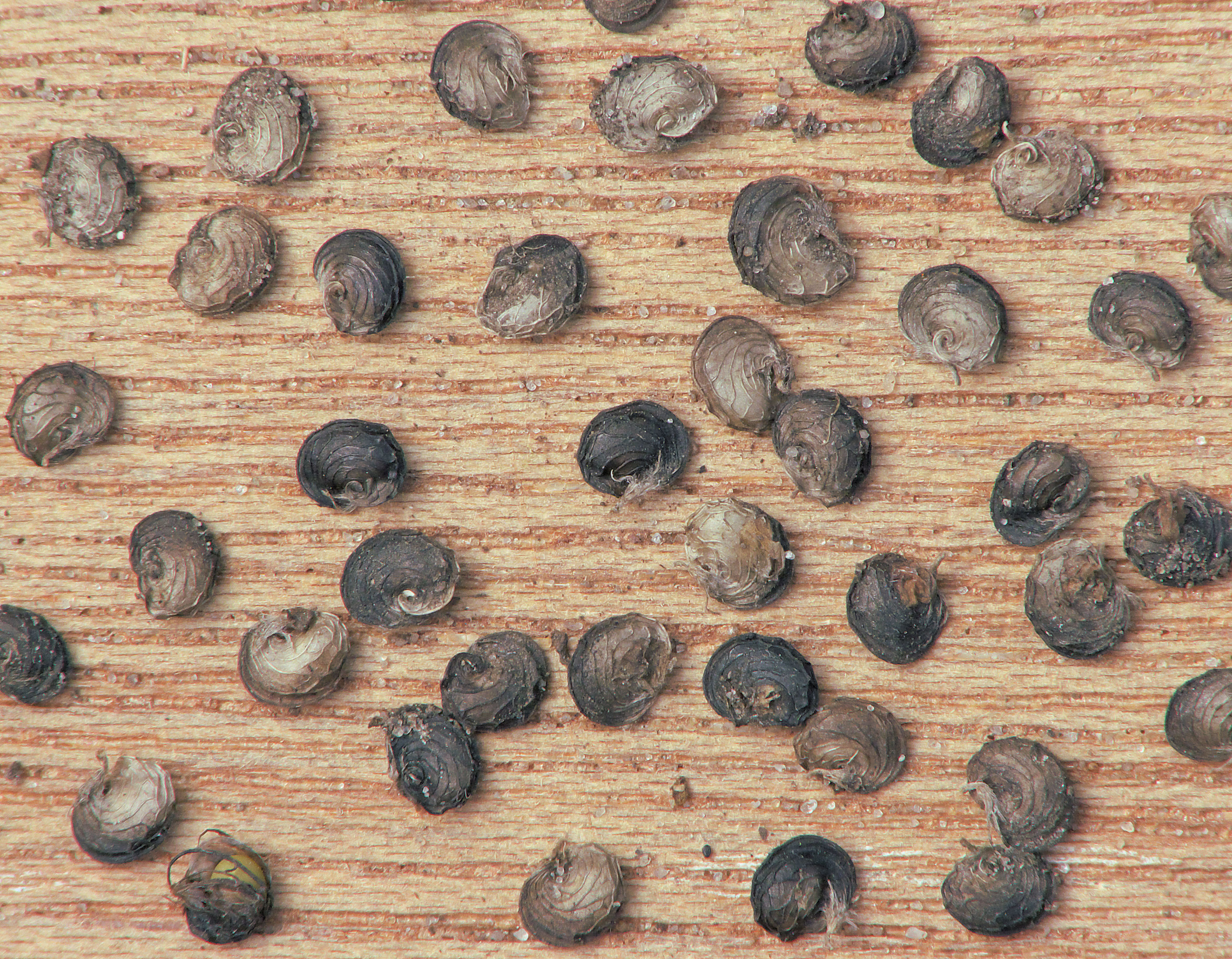
Tobolky obalené kalichem
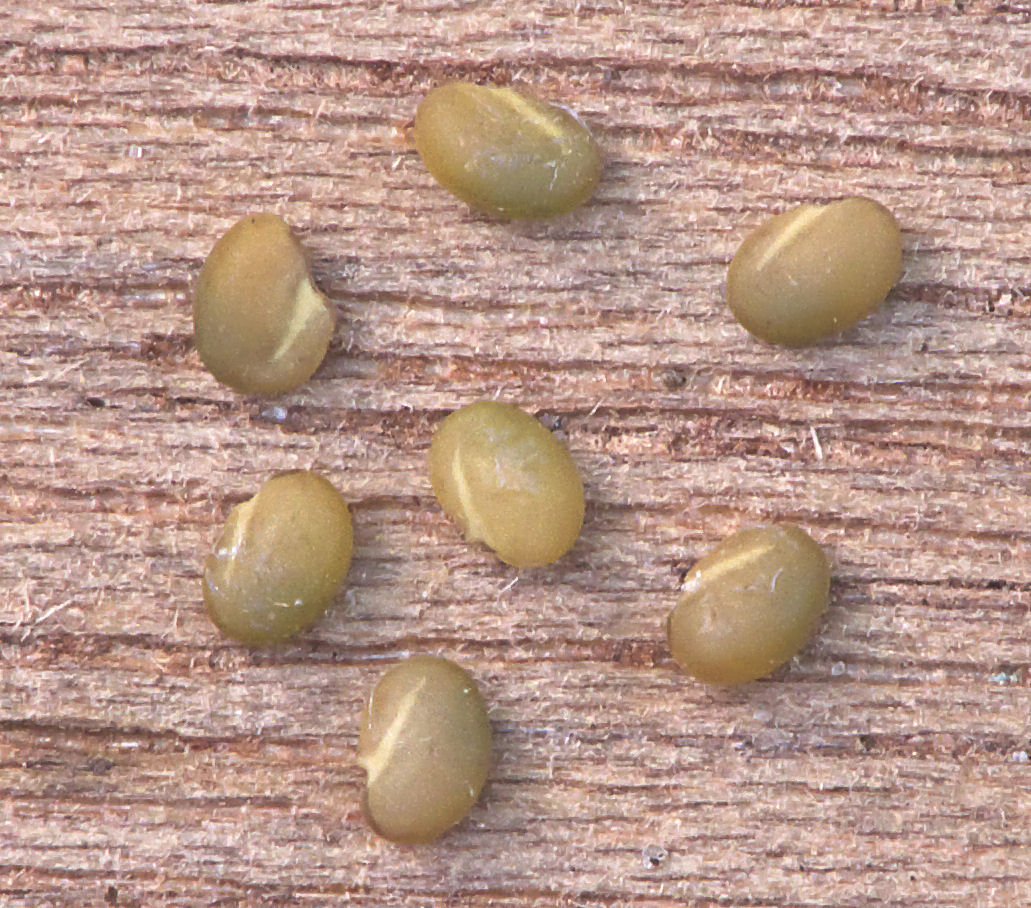
Semena